# جورج ميخائيل موسر
جورج ميخائيل موسر هو نحات ورسام سويسري، ولد في 17 يناير 1706 في شافهاوزن في سويسرا، وتوفي في 24 يناير 1783 في لندن في المملكة المتحدة.